# 2023 en volley-ball
| Années du volley-ball : 2020 - 2021 - 2022 - 2023 - 2024 - 2025 - 2026    |
| Décennies du volley-ball : 1990 - 2000 - 2010 - 2020 - 2030 - 2040 - 2050 |

Cet article présente les faits marquants de l'année 2023 en volley-ball.

## Évènements

### Championnats
- Championnat de France masculin de volley-ball 2022-2023
- Championnat de France féminin de volley-ball 2022-2023
- Championnat de France d'Élite féminine de volley-ball 2022-2023